# Grantäckvävare
Grantäckvävare (Tibioplus diversus) är en spindelart som beskrevs 1879 av Ludwig Carl Christian Koch. Arten ingår i släktet Tibioplus och familjen täckvävarspindlar. Grantäckvävare förekommer i Skandinavien, Ryssland, Mongoliet och Alaska. Den lever i barrskog och är en rovspindel. Inga underarter finns listade i Catalogue of Life.